# Municipio de Wanamingo
El municipio de Wanamingo (en inglés: Wanamingo Township) es un municipio ubicado en el condado de Goodhue en el estado estadounidense de Minnesota. En el año 2010 tenía una población de 456 habitantes y una densidad poblacional de 4,68 personas por km².

## Geografía
El municipio de Wanamingo se encuentra ubicado en las coordenadas 44°19′30″N 92°51′12″O / 44.32500, -92.85333. Según la Oficina del Censo de los Estados Unidos, el municipio tiene una superficie total de 97.45 km², de la cual 97,41 km² corresponden a tierra firme y (0,04 %) 0,04 km² es agua.

## Demografía
Según el censo de 2010, había 456 personas residiendo en el municipio de Wanamingo. La densidad de población era de 4,68 hab./km². De los 456 habitantes, el municipio de Wanamingo estaba compuesto por el 98,03 % blancos, el 0,88 % eran asiáticos, el 0,22 % eran de otras razas y el 0,88 % eran de una mezcla de razas. Del total de la población el 1,1 % eran hispanos o latinos de cualquier raza.